# 小叶微柱麻
小叶微柱麻（学名：Chamabainia cuspidata var. morii）为荨麻科微柱麻属下的一个变种。

## 扩展阅读
- 維基物種上的相關：小叶微柱麻